# Christopher Hage
Christopher Friedenreich Hage, född den 28 november 1848 nära Nakskov, död den 16 augusti 1930, var en dansk politiker, son till Christopher Theodor Friedenreich Hage.
Hage blev 1867 student och 1871 statsvetenskaplig kandidat, bosatte sig 1875 i Nakskov som köpman, men flyttade 1879 till Köpenhamn. År 1880 reste han till Sibirien för att med anledning av Nordenskiölds resa längs Sibiriens nordkust utforska möjligheterna för knytande av handelsförbindelser. 
År 1881 blev han folketingsledamot och visade sig snart vara en utmärkt talare med stora insikter i politiska spörsmål, men skilde sig 1882 från sitt förra parti, den ministeriella högern, och uppträdde mycket självständigt som målsman för ett nytt, oavhängigt högerparti. Han tog del i stiftandet av den liberala valmansföreningen 1883 och var sedermera en av oppositionens ledare i huvudstaden (vilket medförde hans uteslutning ur grosshandelssocietetens styrelse).    
År 1887 blev han inte återvald till ledamot av Folketinget, men valdes på nytt 1890 och slöt sig allt närmare partiet Venstre. Hage var 1891 referent för utskottet rörande lagen om anläggande av en frihamn och 1895-1901 tillsammans med J.C. Christensen referent för finansutskottet. Juli 1901 blev han finansminister i den första Venstreministären och februari 1902 efter Viggo Hørup död dessutom minister för de offentliga arbetena. 
Antagandet av lagarna om inkomst- och förmögenhets- samt egendomsskatt och förberedelsen till Christiansborgs återuppförande och till uppförandet av Köpenhamns nya bangård inföll under hans ämbetsförvaltning; men under ministärens omdaning januari 1905 utträdde han ur regeringen, och då han 1906 i en ny krets framträdde som anhängare av Det Radikale Venstre, föll han igenom vid valen till Folketinget.    
Under Första världskriget togs hans framstående administrativa förmåga åter i bruk. Han var 1914-1916 ordförande för den utomordentliga kommissionen för prisregleringen och inträdde mars 1916 i ministären Zahle som provisorisk finansminister och minister utan portfölj; i april samma år utbytte han dessa poster mot handelsministerposten. År 1918 var han regeringens representant och ordförande i isländska delegationen. I mars 1920 avgick han med den övriga ministären.